# Angus
|  | No s'ha de confondre amb Angus (mitologia). |

Angus (en gaèlic escocès: Aonghas) és un dels 32 consells en què està dividida administrativament Escòcia. Limita amb els consells unitaris d'Aberdeenshire, Perth i Kinross i Dundee. La capital administrativa és Forfar i la ciutat més poblada, Arbroath.
Angus, anomenat fins al 1928 Forfarshire, va ser un dels comtats històrics d'Escòcia fins al 1975 en què va ser convertit en un dels districtes de la regió de Tayside. Aquesta divisió administrativa va durar fins al 1996 en què va ser dividida en tres consells unitaris, un dels quals va ser Angus. Els límits actuals són els mateixos que tenia l'antic comtat excepte la ciutat de Dundee que va ser segregada per formar un consell propi.
Geogràficament, Angus es pot dividir en tres àrees: al nord i a l'oest, l'àrea de les anomenades cinc Valls d'Angus (Angus glens) de topografia muntanyosa. Està escassament poblada i l'economia és predominantment rural. Al sud i a l'est la topografia és de suaus turons vorejant el mar. Està més densament poblada, conté les majors poblacions del consell i la ciutat de Dundee a la costa. Entre ambdues zones hi ha la vall de Strathmore, paraula gaèlica que significa la Gran Vall, molt fèrtil i on pastura el bestiar boví autòcton anomenat Aberdeen angus.
Les principals poblacions del consell són les següents: Forfar, capital i centre administratiu del consell, Arbroath, Brechin, Carnoustie, Kirriemuir, Monifieth i Montrose.